# Euchoeca strigata
Euchoeca strigata là một loài bướm đêm trong họ Geometridae.